# Handschrift 258

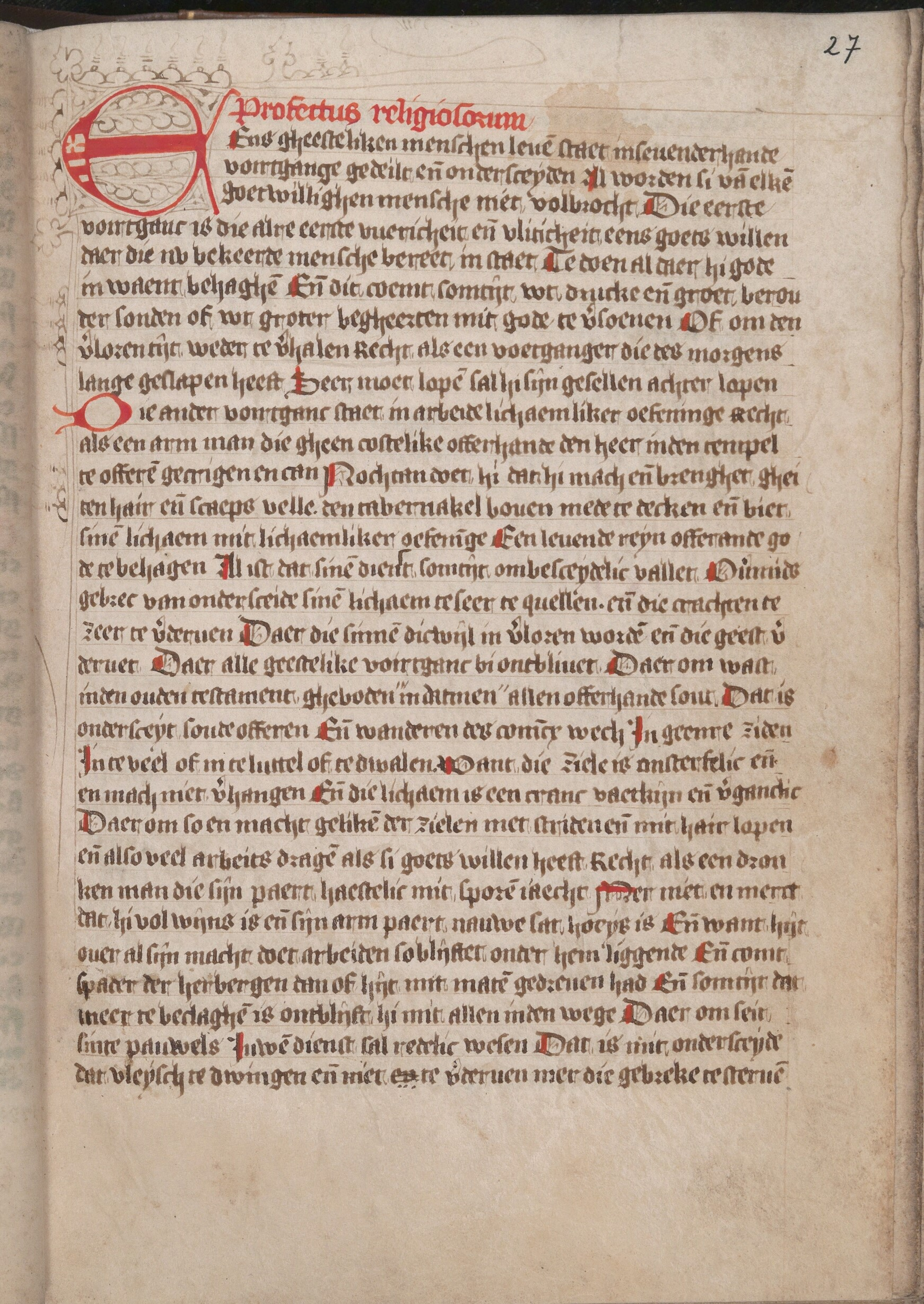
Fragment uit het handschrift 258, aan het begin van de Profectus Religiosorum.

Handschrift 258 is een vijftiende-eeuws manuscript dat bewaard wordt in de Universiteitsbibliotheek Gent. Voluit is de titel van dit Middelnederlands handschrift Boecskiin van der eedelre duecht der lijdsaemicheit of verduldicheit. Profectus religiosorum. Het handschrift werd vervaardigd in Vlaanderen, en werd voor de eerste keer gevonden bij de augustijnen uit Dendermonde, in 1628.

## Inhoud
Het manuscript bestaat uit twee grote delen. Het eerste deel bedraagt een verdrag over geduld (Van verduldicheit). Dit stuk van de tekst bestrijkt folio 1r. t.e.m. 26r. Het tweede deel kent de naam Profectus Religiosorum. Dit was origineel een Latijns werk, geschreven door David van Augsburg, maar werd uiteindelijk meerdere malen vertaald naar het Middelnederlands. In dit werk vinden we de eerste vertaling van de Profectus Religiosorum terug. Dit deel van het manuscript is veel langer dan het eerste, het bestrijkt dan ook de folio's 27r. t.e.m. 135v. 
In de driedelige Profectus religiosorum is het eerste boek een leefregel voor novicen in het klooster: hun uiterlijke gedragingen binnen en buiten het klooster. Het tweede boek gaat in op innerlijke gedragingen: de hervorming van de mens in zichzelf. Het derde boek verdiept zich in de zeven hoofdzonden. Het werk voorzag duidelijk in een behoefte en werd erg populair. Het is in honderden middeleeuwse handschriften overgeleverd, waarbij het tweede en derde deel soms gescheiden zijn van het eerste.
Ook binnen de Moderne Devotie werd de Profectus religiosorum gewaardeerd. Leken die een vroom leven in een gemeenschap wilden leiden, hadden veel baat bij de adviezen van David van Augsburg. Velen van hen konden wel lezen, maar hadden onvoldoende Latijn geleerd. Vandaar dat de Profectus religiosorum in de volkstaal werd vertaald en gelezen. Voor de middeleeuwse novice is de Spiegel der monniken een uiterst praktische tekst. Hij vormt een leidraad voor de omgang met anderen zoals die van kloosterlingen verwacht wordt. Veel adviezen en vermaningen over gedrag en omgang met anderen zijn echter universeel, en zijn ook voor de moderne lezer herkenbaar. Het uitgangspunt is om te leven in navolging van Christus. Zo adviseert men de lezer. Dit geldt voor alles wat je doet. Deze regels werken door tot in de alledaagse karweitjes die je niet moet schuwen. Ieder geestelijk mens moet devoot zijn en zuivere gedachten hebben. Dit wordt tot in de puntjes verder uitgewerkt in de rest van de tekst.

## Auteur
David van Augsburg (vroege twaalfde eeuw - 19 november 1272) was een middeleeuwse Duitse mysticus en een franciscaanse broeder. Hij zou de Franciscaanse Orde in Regensburg zijn toegetreden. Hij was de meester van de nieuwelingen in de franciscaanse huizen in Regensburg en Augsburg. Het was Augsburg die de bekende Formula Novitiorum schreef.
Zijn grootste werk echter, geschreven in het decennia van 1240, draagt de titel: De exterioris et interiosis hominis compositione secundum triplicem statum incipientium, proficientium et perfectorum libri tres. Het is samengesteld uit drie verschillende verdragen wiens datering en relatie met elkaar moeilijk te determineren is. De tekst was zeer populair aangezien er bijna vierhonderd manuscripten van het geheel, of enkele delen ervan, zijn overgeleverd, samen met verschillende vertalingen ervan. Verder schreef hij vele teksten in het Hoog-Middel-Duits, waaronder belangrijke teksten zoals De zeven niveaus van een gebed en Omtrent de manifestatie en redding van de menselijke soort.